# Ea Kly
Ea Kly là một xã thuộc tỉnh Đắk Lắk, Việt Nam.

## Địa lý
Xã Ea Kly có diện tích 53,85 km², dân số năm 1999 là 20.894 người, mật độ dân số đạt 388 người/km².
Theo thống kê năm 2019, xã Ea Kly có diện tích 53,85 km², dân số là 17.549 người, mật độ dân số đạt 326 người/km².

## Hành chính
Xã Ea Kly được chia thành 32 thôn, buôn.